# Ioan I Zápolya
Ioan Zapolya (în maghiară Szapolyai János sau Zápolya János), (n. 2 februarie 1487, Spišský hrad, Košický kraj, Slovacia – d. 22 iulie 1540, Sebeș, Alba, România) a fost voievod al Transilvaniei între 1526 și 1540 și a ridicat pretenții la tronul Ungariei. El a fost fiul lui Ștefan Szapolyai și al prințesei Hedvig de Teschen. Ioan Zapolya s-a aflat în fruntea unui grup de magnați care, în adunarea nobililor de la Rákos, au susținut ca nici un străin să nu poată fi ales ca rege al Ungariei. Pretendentul străin era Ferdinand de Habsburg. După moartea lui Ioan Zapolya, soția sa Isabella Jagiełło (Izabella în limba maghiară) a ridicat pretenții la tron, între 1556 și 1559.

## Amestecul otoman
În 1510 a eșuat încercarea lui Ioan Zapolya de a se căsători cu prințesa Anna, pentru a deveni regele Ungariei.
În 1514 a înăbușit în sânge răscoala țărănească condusă de Gheorghe Doja.
De conflictul de durată dintre Zapolya și palatinul Ștefan Báthory de Ecsed pentru funcția de regent al lui Ludovic al II-lea a profitat sultanul Soliman Magnificul, care a ocupat în 1521 Belgradul. Această înfrângere a dus la slăbirea considerabilă a puterii Regatului Ungariei.

## Mohács
În 1522 nobilimea maghiară alege ca adjunct de voievod pe ișpanul de Szolnok, Ștefan Báthory de Șimleu, care a devenit ulterior un apropiat al lui Zapolya de la care va obține ulterior în 1529 titlul de voievod al Transilvaniei. Anarhia din acea vreme a contribuit la slăbirea ulterioară a statului maghiar și a determinat înfrângerea zdrobitoare suferită în fața imensei armate turcești, în bătălia de la Mohács (1526), unde a căzut și regele Ungariei. Din cauza că Zapolya nu a reacționat prompt la solicitarea neclară a lui Ludovic al II-lea, unii istorici îl acuză că ar fi contribuit la dezastruoasa înfrângere de la Mohács. Palatinul Stefan Bathory de Ecsed, alt Bathory, a trecut în tabăra lui Ferdinand de Habsburg, rivalul lui Zapolya, și în 1526 a prezidat ședința Dietei de la Bratislava (Pozsony), care la 17 decembrie 1526 l-a proclamat pe austriac ca rege al Ungariei, în pofida Dietei precedente de la Tokaj (14 octombrie 1526), care il alesese rege pe Zapolya.

## Amestecul habsburgic
Mai târziu se iscă o intensă dispută între Zapolya și cumnatul lui Ludovic al II-lea, căzut în Bătălia de la Mohács, care mai târziu devine împărat, Ferdinand I (IRG). Sub pretextul că apără interesele lui Zapolya împotriva Habsburgilor, turcii ocupă Buda și oferă Transilvania fiului lui I. Zapolya, Ioan Sigismund Zápolya.